# العريف (بني العوام)

تعديل مصدري - تعديل

العريف هي إحدى قرى عزلة العريف بمديرية بني العوام التابعة لمحافظة حجة، بلغ تعداد سكانها 890 نسمة حسب تعداد اليمن لعام 2004.